# سبنسر (ويسكونسن)
سبنسر (بالإنجليزية: Spencer, Wisconsin)‏ هي قرية تقع في الولايات المتحدة في مقاطعة ماراثون. يقدر عدد سكانها بـ 1,925 نسمة ومساحتها 5.21 كم2 وترتفع عن سطح البحر 400 متر.

## التركيبة السكانية
قام مكتب تعداد الولايات المتحدة بتحديد بيانات التركيبة السكانية لسبنسر في تعداد الولايات المتحدة. في ما يلي، التركيبة السكانية حسب تعدادي 2000 و2010.

### تعداد عام 2000
بلغ عدد سكان سبنسر 1,932 نسمة بحسب تعداد عام 2000، وبلغ عدد الأسر 800 أسرة وعدد العائلات 530 عائلة مقيمة في القرية. في حين سجلت الكثافة السكانية 971.6 نسمة لكل ميل مربع (375.1/كم2). وبلغ عدد الوحدات السكنية 852 وحدة بمتوسط كثافة قدره 428.5 نسمة لكل ميل مربع (165.4/كم2).
وتوزع التركيب العرقي للقرية بنسبة 99.17% من البيض و 0.26% من الأمريكيين الأصليين و 0.05% من الأمريكيين ذوي الأصول الآسيوية و 0.05% من الأمريكيين الأفارقة و 0.21% من عرقين مختلطين أو أكثر.
بلغ عدد الأسر 800 أسرة كانت نسبة 31.8% منها لديها أطفال تحت سن الثامنة عشر تعيش معهم، وبلغت نسبة الأزواج القاطنين مع بعضهم البعض 54.4% من أصل المجموع الكلي للأسر، ونسبة 8.9% من الأسر كان لديها معيلات من الإناث دون وجود شريك، وكانت نسبة 33.8% من غير العائلات. تألفت نسبة 28.9% من أصل جميع الأسر من أفراد ونسبة 13.8% كانوا يعيش معهم شخص وحيد يبلغ من العمر 65 عاماً فما فوق. وبلغ متوسط حجم الأسرة المعيشية 2.99، أما متوسط حجم العائلات فبلغ 2.42.
بلغ العمر الوسطي للسكان 37 عاماً. وكانت نسبة 25.6% من القاطنين تحت سن الثامنة عشر، وكانت نسبة 9.9% بين الثامنة عشر والأربعة وعشرون عاماً، ونسبة 29.7% كانت واقعةً في الفئة العمرية ما بين الخامسة والعشرون حتى والأربعة وأربعون عاماً، ونسبة 20.0% كانت ما بين الخامسة والأربعون حتى الرابعة والستون، ونسبة 14.9% كانت ضمن فئة الخامسة والستون عاماً فما فوق. يوجد لكل 100 أنثى 95.0 ذكر، ويوجد لكل 100 أنثى في الثامنة عشر من عمرها فما فوق 89.6 ذكر.
بلغ متوسط دخل الأسرة في القرية 40,665 دولار، أما متوسط دخل العائلة فبلغ 45,268 دولار. وكان متوسط دخل الذكور 31,250 دولار مقابل 25,000 دولار للإناث. وسجل دخل الفرد الخاص بالقرية 17,665 دولار. وكانت نسبة 1.9% من العائلات ونسبة 4.1% من السكان تحت خط الفقر، وكان من هؤلاء نسبة 3.7% تحت سن الثامنة عشر ونسبة 11.3% في الخامسة والستين من العمر وما فوق.

## معرض صور

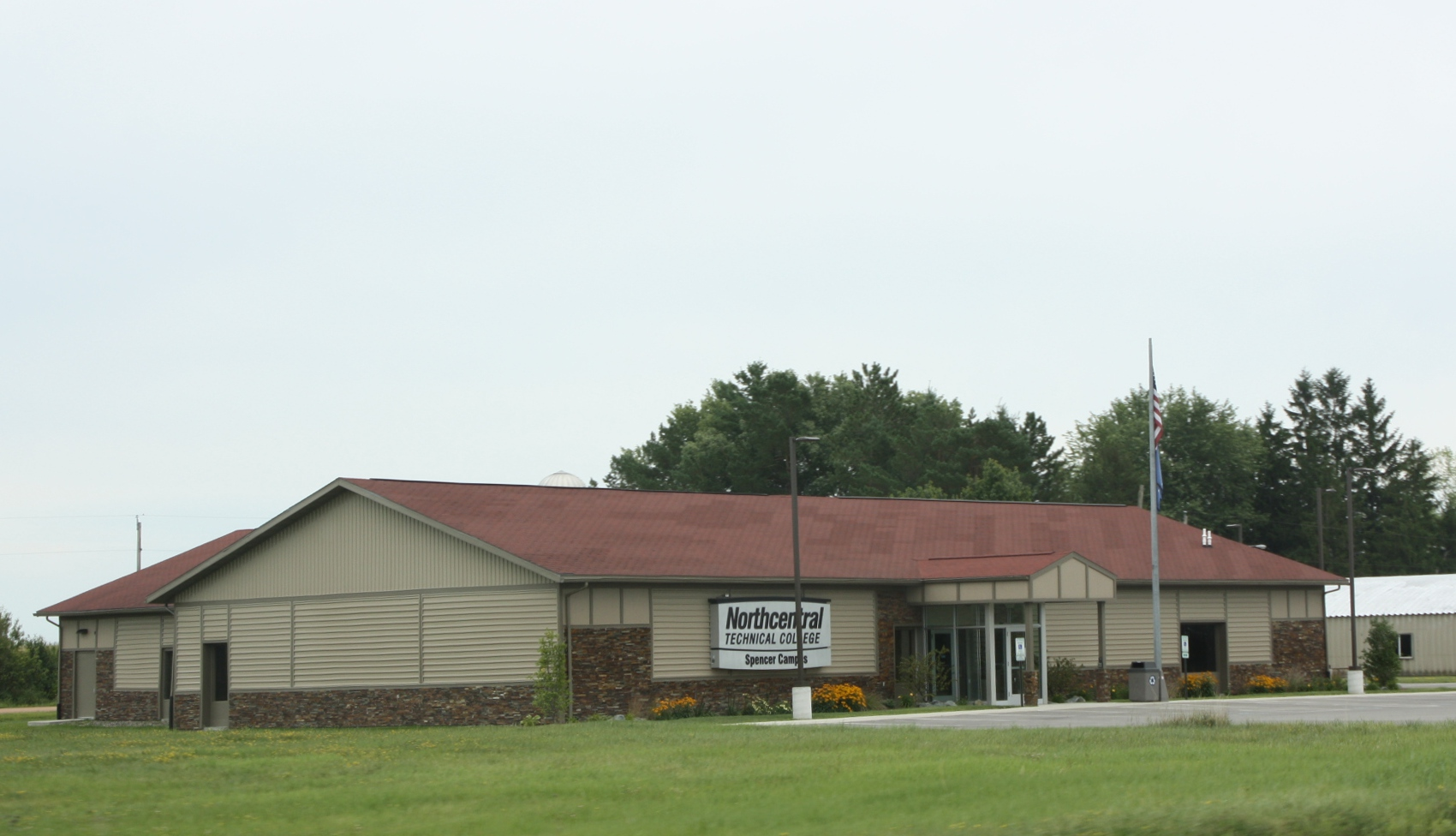
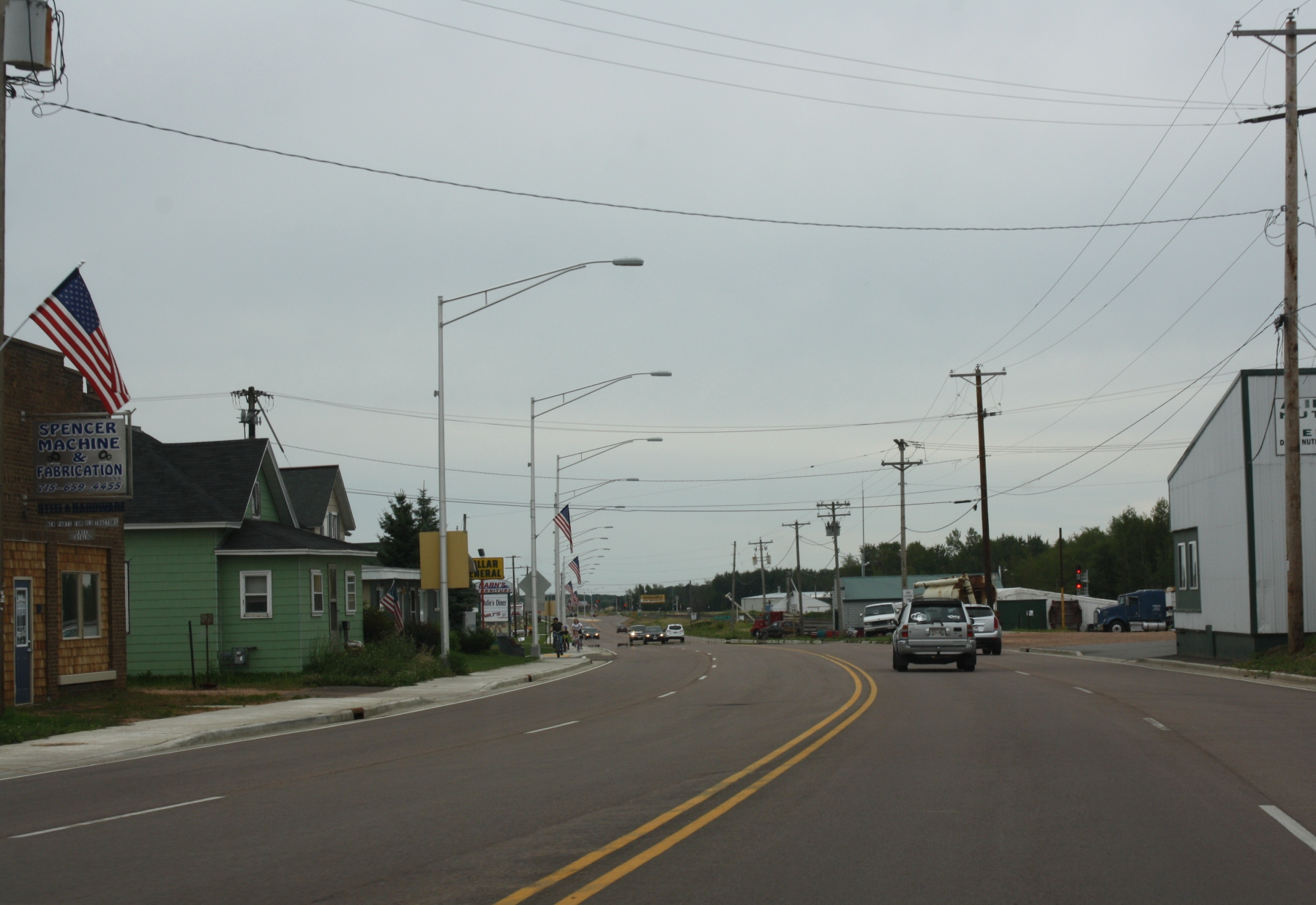
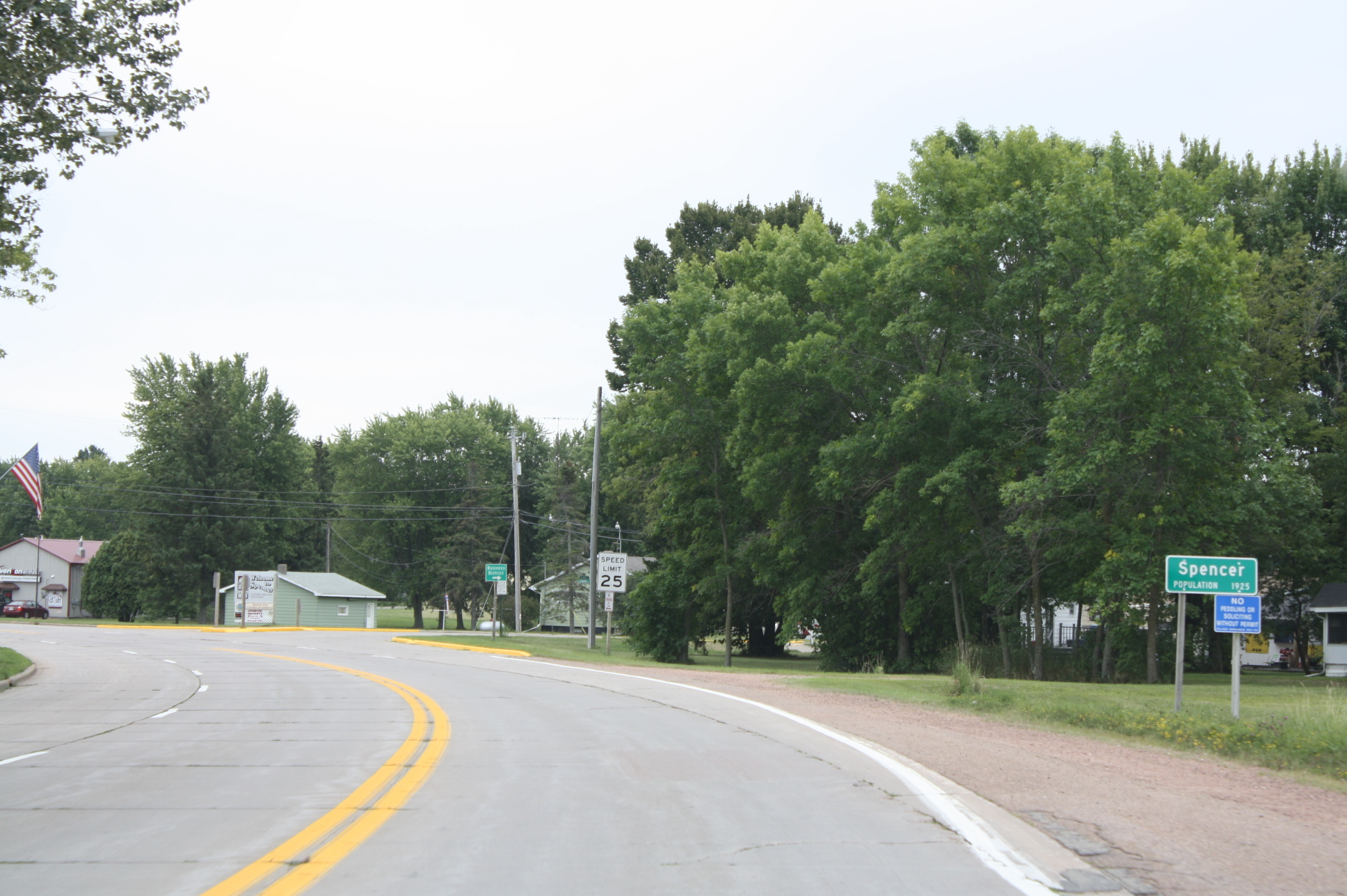

### تعداد عام 2010
بلغ عدد سكان سبنسر 1,925 نسمة بحسب تعداد عام 2010، وبلغ عدد الأسر 816 أسرة وعدد العائلات 540 عائلة مقيمة في القرية. في حين سجلت الكثافة السكانية 957.7 نسمة لكل ميل مربع (369.8/كم2). وبلغ عدد الوحدات السكنية 875 وحدة بمتوسط كثافة قدره 435.3 لكل ميل مربع (168.1/كم2).
وتوزع التركيب العرقي للقرية بنسبة 97.4% من البيض و 0.4% من الأمريكيين الأصليين و 0.1% من سكان جزر المحيط الهادئ و 1.1% من عرقين مختلطين أو أكثر.
بلغ عدد الأسر 816 أسرة كانت نسبة 31.7% منها لديها أطفال تحت سن الثامنة عشر تعيش معهم، وبلغت نسبة الأزواج القاطنين مع بعضهم البعض 50.5% من أصل المجموع الكلي للأسر، ونسبة 11.0% من الأسر كان لديها معيلات من الإناث دون وجود شريك، بينما كانت نسبة 4.7% من الأسر لديها معيلون من الذكور دون وجود شريكة وكانت نسبة 33.8% من غير العائلات. تألفت نسبة 27.8% من أصل جميع الأسر من أفراد ونسبة 12.4% كانوا يعيش معهم شخص وحيد يبلغ من العمر 65 عاماً فما فوق. وبلغ متوسط حجم الأسرة المعيشية 2.86، أما متوسط حجم العائلات فبلغ 2.36.
بلغ العمر الوسطي للسكان 38.1 عاماً. وكانت نسبة 24.7% من القاطنين تحت سن الثامنة عشر، وكانت نسبة 7% بين الثامنة عشر والأربعة وعشرون عاماً، ونسبة 27.3% كانت واقعةً في الفئة العمرية ما بين الخامسة والعشرون حتى والأربعة وأربعون عاماً، ونسبة 26.7% كانت ما بين الخامسة والأربعون حتى الرابعة والستون، ونسبة 14.4% كانت ضمن فئة الخامسة والستون عاماً فما فوق. وتوزع التركيب الجنسي للسكان بنسبة 47.6% ذكور و52.4% إناث.